# MLS Coach of the Year
MLS Coach of the Year - nagroda w amerykańskiej lidze piłki nożnej - Major League Soccer. Przyznawana jest od 1996 roku najlepszemu trenerowi w lidze.

## Lista zwycięzców
Źródło: MLS (do 2018 włącznie).
| Sezon | Zwycięzca        | Klub                   |
| ----- | ---------------- | ---------------------- |
| 2020  | Jim Curtin       | Philadelphia Union     |
| 2019  | Bob Bradley      | Los Angeles FC         |
| 2018  | Gerardo Martino  | Atlanta United FC      |
| 2017  | Greg Vanney      | Toronto FC             |
| 2016  | Óscar Pareja     | FC Dallas              |
| 2015  | Jesse Marsch     | New York Red Bulls     |
| 2014  | Ben Olsen        | D.C. United            |
| 2013  | Caleb Porter     | Portland Timbers       |
| 2012  | Frank Yallop     | San Jose Earthquakes   |
| 2011  | Bruce Arena      | Los Angeles Galaxy     |
| 2010  | Schellas Hyndman | FC Dallas              |
| 2009  | Bruce Arena      | Los Angeles Galaxy     |
| 2008  | Sigi Schmid      | Columbus Crew          |
| 2007  | Preki            | Chivas USA             |
| 2006  | Bob Bradley      | Chivas USA             |
| 2005  | Dominic Kinnear  | San Jose Earthquakes   |
| 2004  | Greg Andrulis    | Columbus Crew          |
| 2003  | Dave Sarachan    | Chicago Fire           |
| 2002  | Steve Nicol      | New England Revolution |
| 2001  | Frank Yallop     | San Jose Earthquakes   |
| 2000  | Bob Gansler      | Kansas City Wizards    |
| 1999  | Sigi Schmid      | Los Angeles Galaxy     |
| 1998  | Bob Bradley      | Chicago Fire           |
| 1997  | Bruce Arena      | D.C. United            |
| 1996  | Thomas Rongen    | Tampa Bay Mutiny       |

## Najwięcej zwycięstw
- Bruce Arena, Bob Bradley: 3x
- Sigi Schmid, Frank Yallop: 2x
- Greg Andrulis, Bob Gansler, Dominic Kinnear, Schellas Hyndman, Jesse Marsch, Gerardo Martino, Steve Nicol, Ben Olsen, Óscar Pareja, Caleb Porter, Preki, Thomas Rongen, Dave Sarachan, Greg Vanney: 1x

## Najwięcej zwycięstw według drużyn
- Chicago Fire, Los Angeles Galaxy, San Jose Earthquakes, Columbus Crew, Chivas USA: 2x
- Tampa Bay Mutiny, D.C. United, Kansas City Wizards, New England Revolution: 1x